# Московский государственный институт культуры
Московский государственный институт культуры (до 7 ноября 2014 года — Московский государственный университет культуры и искусств, МГУКИ) — федеральное государственное бюджетное образовательное учреждение высшего образования, дающее профессиональную подготовку в области культуры и искусства и подведомственное Министерству культуры Российской Федерации. Находится в подмосковном городе Химки, в микрорайоне Левобережный.
Институт был основан в 1913 году как Библиотечные курсы в структуре Народного университета им. А. Л. Шанявского. В настоящее время осуществляет образовательную, научно-исследовательскую и культурно-просветительскую деятельность на всех уровнях довузовского, высшего, послевузовского, среднего специального и дополнительного образования по широкому спектру гуманитарных областей знания.

## История

### Библиотечные курсы при Народном университете им. А. Л. Шанявского
В 1912 году Л. Б. Хавкина обратилась в правление Народного университета им. А. Л. Шанявского в Москве с предложением учредить в его структуре Библиотечные курсы. Совет университета поддержал инициативу и 28 января 1913 года принял решение об открытии таких курсов под руководством Л. Б. Хавкиной.
После упразднения в 1918 году Народного университета Библиотечные курсы были переведены во вновь учрежденный Московский институт внешкольного образования, а Хавкина была назначена деканом библиотечного отделения.

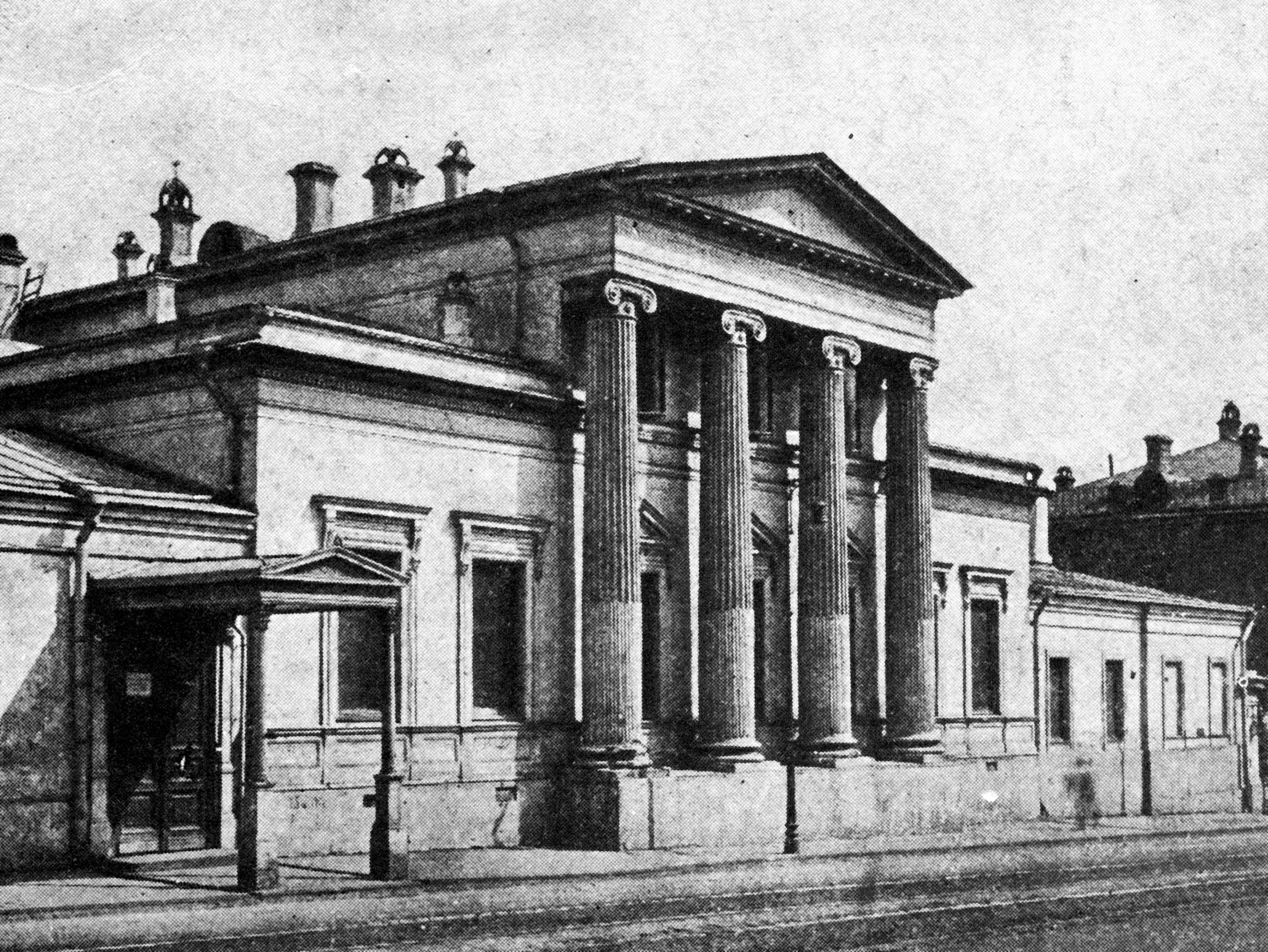

В 1922 году курсы были присоединены к Румянцевскому музею (ныне — Российская государственная библиотека) в виде Кабинета библиотековедения под руководством все той же Л. Б. Хавкиной.
С 1922 по 1936 год Библиотечные курсы существовали в составе Ленинской библиотеки: с 1922 по 1924 год под именем Кабинета библиотековедения, с 1924 по 1930 под названием Института библиотековедения, а с 1930 по 1936 — как Московский библиотечный институт.

### Московский библиотечный институт
Московский библиотечный институт (МГБИ) был создан при активном участии Н. К. Крупской и учреждён постановлением Совнаркома от 10 июля 1930 года. Первоначально располагался в самом центре Москвы, в здании на углу Манежной площади и Моховой улицы, 6.
Первым директором института (1930—1937) была председатель Библиотечной комиссии ГУС Наркомпроса Генриетта Дерман (1882—1954), изучавшая библиотечную работу в 1917 году в США, на библиотечном отделении в Бостоне и имевшая опыт руководства Славянским отделом американской Библиотеки Конгресса, а в России — библиотекой Коммунистической академии.
В первый учебный год (1930—1931) в институте обучались 144 студента. В 1930-х годах начали действовать экстернат и аспирантура. В 1933 году были созданы кафедры библиотековедения (зав. кафедрой Г. К. Дерман) и библиографии (зав. кафедрой Л. Н. Троповский), а в 1934 — детской литературы и библиотечной работы с детьми (зав. кафедрой А. П. Бабушкина). В первое десятилетие своей работы институт подготовил более 1000 квалифицированных специалистов в области библиотечного дела.

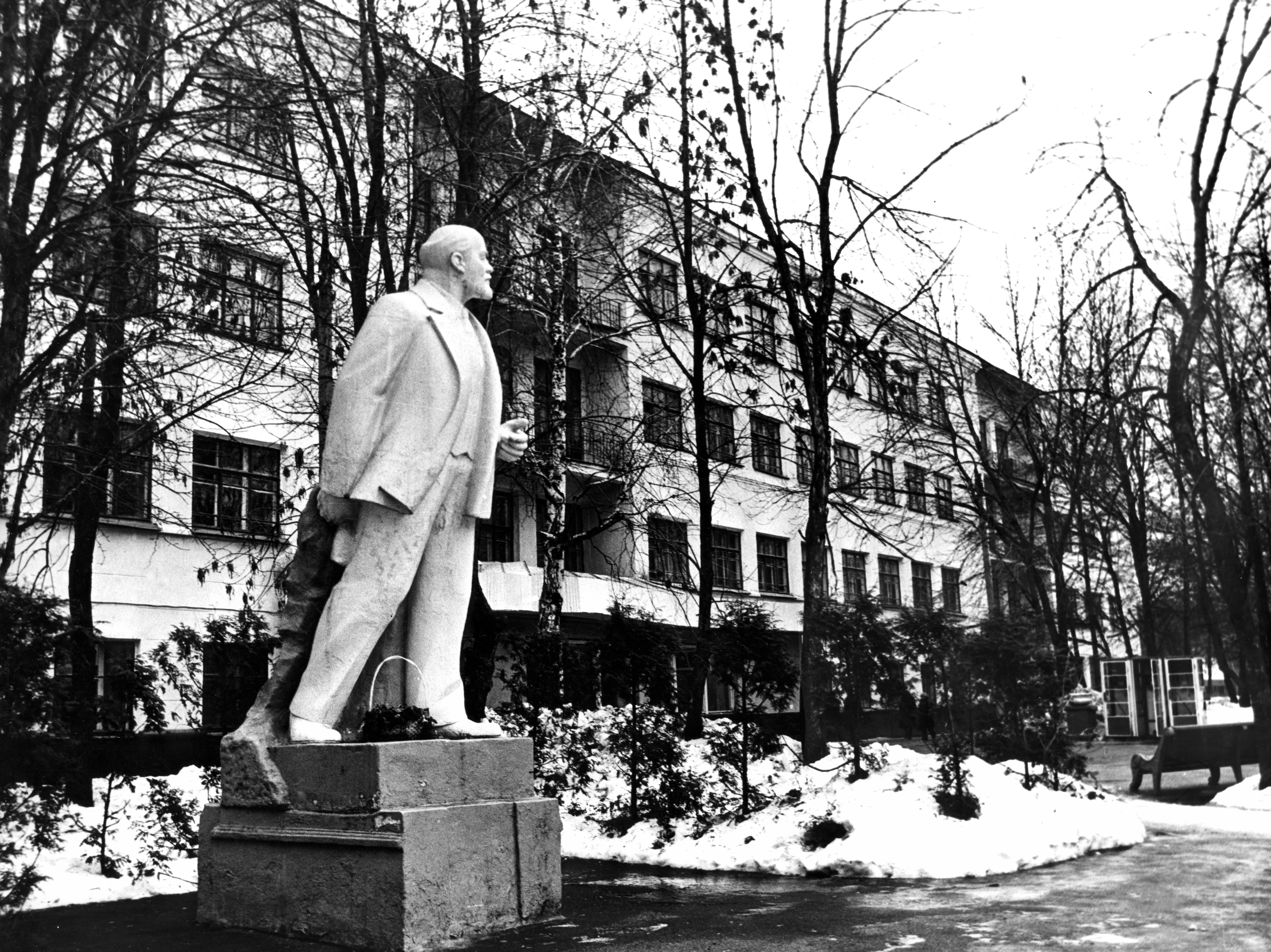

В 1936 году, с развитием института, ему было предоставлено более просторное здание в подмосковных Химках, на левом берегу канала имени Москвы: учебный корпус библиотечного факультета, студенческие общежития, стадион, клуб, спортзал и типография были построены за короткий промежуток времени.
В 1940 году институт получил статус государственного, тогда же, в духе того времени, был назван именем советского деятеля В. М. Молотова, которое носил до 1957 года.
В числе преподавателей вуза были учёные, внёсшие весомый вклад в развитие библиотечной науки — Ю. В. Григорьев, Ф. И. Каратыгин, А. В. Кленов, Б. С. Боднарский, Л. А. Левин, К. Р. Симон, Л. Н. Троповский, А. Д. Эйхенгольц, В. Е. Васильченко, Е. В. Ратькова, З. Н. Амбарцумян, А. Н. Веревкина, Е. И. Рыскин, К. И. Абрамов, О. П. Коршунов, Ю. Н. Столяров, А. М. Мазурицкий, С. А. Трубников.
В годы Великой Отечественной войны часть преподавателей, студентов и сотрудников института ушли на фронт, а в его здании был организован госпиталь — тем не менее, учебный процесс не прерывался: за годы войны было осуществлено несколько выпусков и защищено 12 кандидатских диссертаций. Тогда же был открыт филиал института в башкирском Стерлитамаке.
В 1949 году был создан факультет культурно-просветительной работы, занимавшийся подготовкой организаторов и методистов клубного дела (первым деканом факультета был Г. Г. Карпов, первой заведующей кафедрой — Л. С. Фрид, среди преподавателей были А. И. Лютер, Т. М. Ремизова, А. М. Савченко, М. П. Мазурицкий, Л. И. Беляева и др.).
Через несколько лет на этом факультете были введены специализации: руководитель оркестра народных инструментов, хорового, театрального, а затем и хореографического коллективов (зав. кафедрой хореографии в 1967—1989 годах был И. В. Смирнов).
В 1958 году ректором института был назначен заслуженный работник культуры РСФСР, профессор Ф. И. Коровин. В 1964 году Московский государственный библиотечный институт был преобразован в Московский государственный институт культуры, которым Ф. И. Коровин руководил до конца жизни. При его непосредственном участии были построены общежитие и столовая, открыты типография, клуб и архив при институте, было создано несколько кафедр, в том числе актёрского мастерства, театральной режиссуры, хорового дирижирования, хореографии, кинофоторежиссуры. По его инициативе филиалы института были открыты в Тамбове и Орле.

### Московский государственный институт культуры
Постепенное расширение профиля обучения отразилось и в названии вуза: в 1964 году он был преобразован в Московский государственный институт культуры. К 1980 году, к 50-летнему юбилею института, в нём действовали 6 факультетов и 35 кафедр, был открыт ряд филиалов и учебно-консультационных пунктов.
В 1980 году институт был награждён орденом Трудового Красного Знамени. В 1994 году он получил статус университета, в 1999 году переименован в Московский государственный университет культуры и искусств. В 2010 году институт был награждён Почётной грамотой Правительства Российской Федерации за большой вклад в дело подготовки высококвалифицированных специалистов и в связи с 80-летием со дня основания.
В 2015 году институт награждён Почётной грамотой Московской городской думы за заслуги перед городским сообществом

## Современное состояние

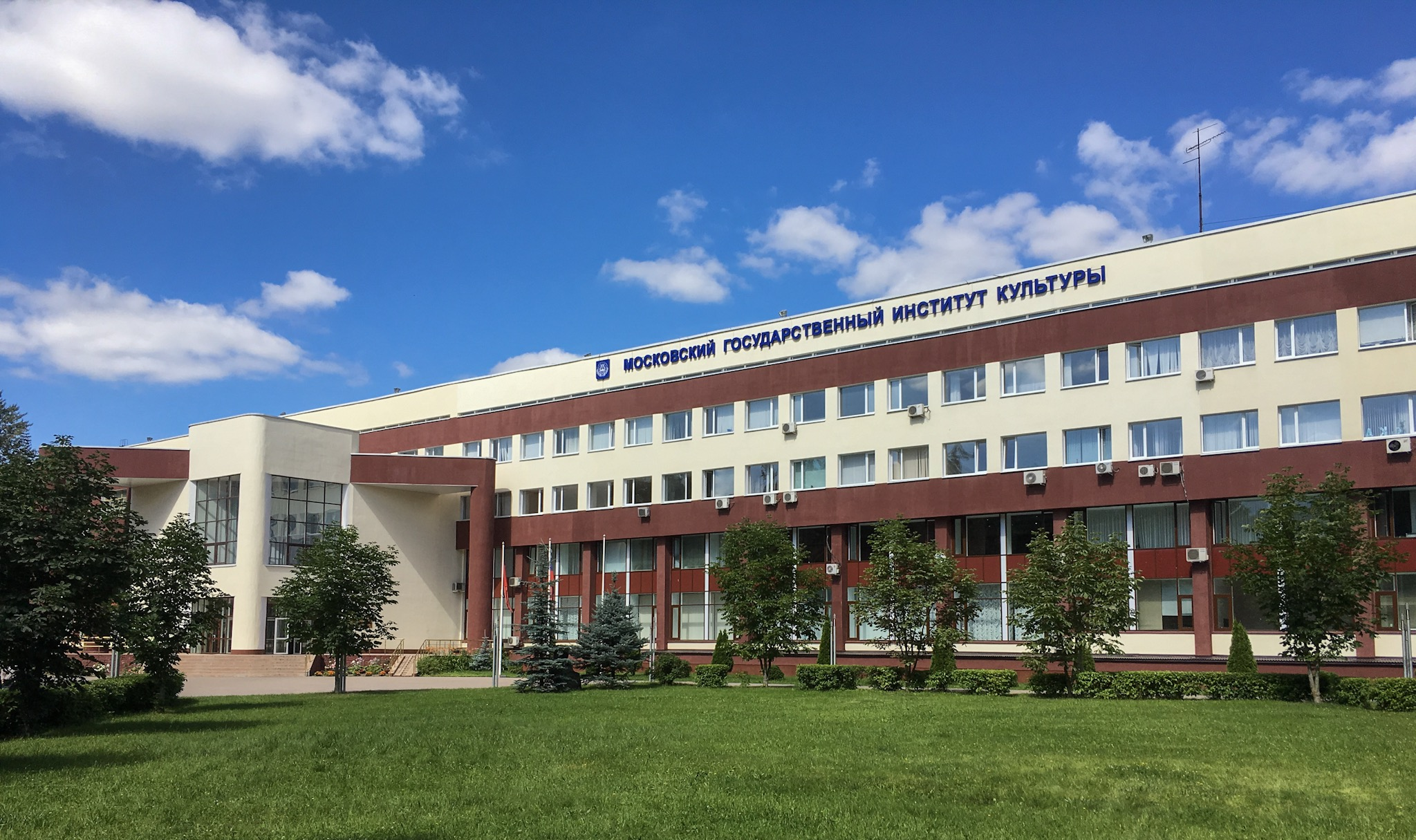

В 2006 году университет был удостоен награды Клуба ректоров Европы European Quality Award.
Начиная с 2002 года университет издаёт научный журнал «Вестник МГУКИ», включённый ВАК РФ в перечень ведущих рецензируемых научных журналов и изданий. Всего университет издаёт более 300 наименований научной, учебной и учебно-методической литературы ежегодно.
В университете действуют различные студенческие объединения (киноклуб, исторический клуб, студенческий совет, научное студенческое общество).
В ноябре 2014 года приказом Министерства культуры Российской Федерации переименован в Московский государственный институт культуры.

### Структура
В число структурных подразделений института входят 6 факультетов, Первый Музыкальный лицей имени А. В. Александрова, учебно-методическое управление, отдел качества и сертификации образования, аспирантура, докторантура, научная библиотека, музей, редакционно-издательский отдел и редакция научного журнала «Вестник МГУКИ», филиал в Рязани.

### Первый Музыкальный лицей имени А. В. Александрова

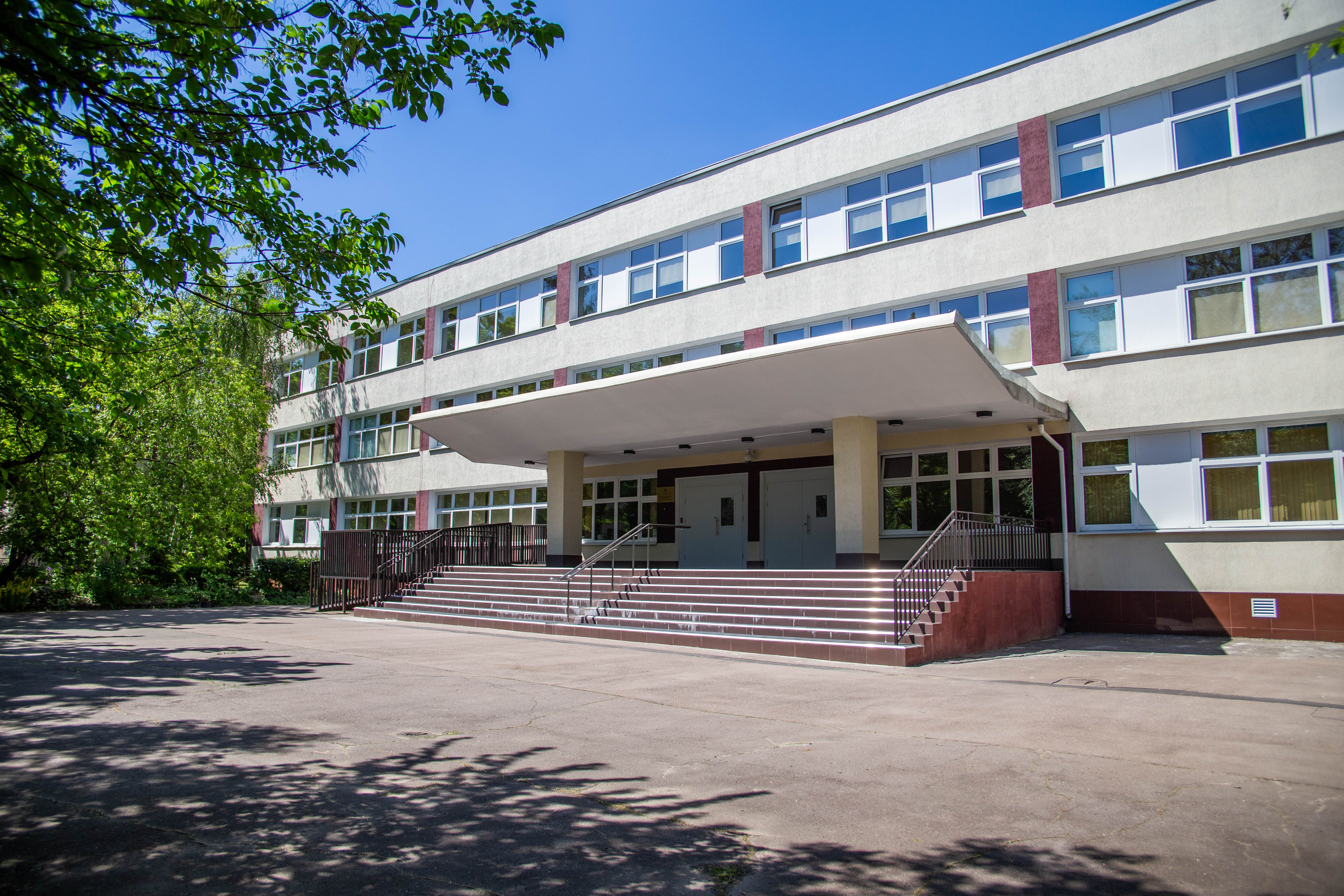

В 2015 году в Московском государственном институте культуры открылся Музыкальный кадетский корпус, созданный по инициативе Министра культуры Российской Федерации В. Р. Мединского.
В 2020 году Первый Музыкальный кадетский корпус имени А. В. Александрова переименован в структурное подразделение Первый Музыкальный лицей имени А. В. Александрова.
Срок обучения в лицее с 5 по 11 класс по образовательной программе «Инструментальное исполнительство» (по виду: духовые и ударные инструменты) — 6 лет 10 месяцев.

### Факультеты (с 2018 года)
- факультет государственной культурной политики (ФГКП)
- факультет медиакоммуникаций и аудиовизуальных искусств (МАИС)
- факультет музыкального искусства (ФМИ)
- театрально-режиссёрский факультет (ТРФ)
- хореографический факультет (ХФ)
- факультет библиотечно-информационных наук
- факультет дополнительного профессионального образования (ФДПО)

#### Факультеты (с 2014 года)
- социально-гуманитарный факультет
- факультет медиакоммуникаций и аудиовизуальных искусств (МАИС)
- факультет музыкального искусства
- театрально-режиссёрский факультет
- факультет социально-культурной деятельности
- хореографический факультет
- факультет дополнительного профессионального образования

#### Институты и факультеты (до 2014 года)
Институты:
- информационных коммуникаций и библиотек[5]
- культурологии и музееведения[6]
- музыки[7]
- масс-медиа[8]
- экономики, управления и права[9]
- дополнительного профессионального образования[10]
- научно-исследовательский

Факультеты:
- народной художественной культуры и дизайна[11]
- социально-культурной деятельности[12]
- театрально-режиссёрский[13]
- хореографический[14]
- международный